# Karl Kugel
Karl Kugel (* 26. Juli 1921) ist ein ehemaliger deutscher Fußballspieler.
Der Torwart kam vom VfL Kirchheim/Teck zum SSV Reutlingen 05. Nachdem sich Reutlingens Stammtorwart Heiner Schober im vorletzten Oberligaspiel des SSV in der Oberligaspielzeit 1954/55 verletzt hatte, wurde gegen den FSV Frankfurt im letzten Oberligaspiel des SSV Reutlingen in dieser Saison Kugels Konkurrent Hans Klein eingesetzt. Als der SSV Reutlingen, mit dem Kugel 1955 Vizemeister in der Oberliga Süd wurde, in seinem ersten Spiel in der Qualifikationsrunde der Endrunde um die Deutsche Meisterschaft 1955 gegen den SV Sodingen mit 0:3 unterlag, wurde für den verletzten Stammtorhüter Heiner Schober erneut Kugels Konkurrent Hans Klein eingesetzt. Bei der anschließenden 1:2-Niederlage in der zweiten Qualifikationsrunde gegen Wormatia Worms setzte der Reutlinger Trainer Erwin Ammer auf Karl Kugel als Ersatz für den verletzten Heiner Schober.